# مارداني 2
مارداني 2 (بالإنجليزية: Mardaani) هو فيلم إثارة وأكشن باللغة الهندية عام 2019 من تأليف وإخراج جوبي بوثران. أنتج من قبل أديتيا تشوبرا تحت شركة ياش راج فيلم. تكملة لفيلم مارداني لعام 2014، بطولة الفيلم راني موخرجي في الدور الرئيسي إلى جانب فيشال جيثوا وجيشو سينجوبتا. تدور أحداث الفيلم حول محاولة ضابطة الشرطة شيفاني شيفاجي روي القبض على مغتصب وقاتل يبلغ من العمر 21 عامًا.

## حبكة
في كوتا، راجستان، يقوم مريض نفسي يبلغ من العمر 21 عامًا يدعى ساني باختطاف امرأة شابة صريحة تدعى لاتيكا. يُعذبها بوحشية، ويغتصبها، ثم يقتلها. تصل شيڤاني شيفاجي روي، التي تم تعيينها كمشرفة جديدة لشرطة كوتا، إلى مسرح الجريمة وتصطدم مع مرؤوسها المتعصب لنساء دي إس بي بريج شيكاوات. إن وحشية مقتل لاتيكا تزعج شيڤاني وتجعلها أكثر تصميماً على القبض على القاتل.
ساني، الذي جاء إلى كوتا من ميروت بموجب عقد قتل قدمه له السياسي جوفيند ميشرا المعروف أيضًا باسم بانديتجي، يرى شيڤاني على شاشة التلفزيون عندما تعده علنًا بالعثور على قاتل لاتيكا. يسخر من شيڤاني من خلال التسلل إلى منزلها وسرقة الساري الخاص بها. ثم يتنكر في زي امرأة، ويخدع صحفيًا يُدعى كمال باريهار، ويقتله؛ كما يستأجر برافين، بائع الشاي بالقرب من مركز الشرطة، لقتل زوجة الصحفي، آبهة باريهار، في تفجير انتحاري، ثم يأخذ مكان برافين كبائع شاي لمراقبة شيڤاني، ويقدم نفسه على أنه صبي أخرس يُدعى باجرانج.
عندما أحضرت شيڤاني لاهانيا، وهو طفل من الأحياء الفقيرة شهد الانفجار، قتله ساني. بعد الضجة الإعلامية التي أثيرت بسبب فشل الشرطة في القبض على القاتل، من المقرر نقل شيواني من كوتا. وبما أن ضابط التحقيق الجديد سيتولى المسؤولية بعد يومين، قررت شيڤاني، إلى جانب زملائها الضباط، القبض على ساني خلال ذلك الوقت. تتصالح شيڤاني مع شيكاوات لأن شبكته من المخبرين قوية جدًا في المدينة، ويقودهم إلى جهة اتصاله، التي تكشف أن العقل المدبر الحقيقي وراء مقتل كمال باريهار هو سياسي شاب يدعى فيبلاف بينيوال. تعتقل شيڤاني كونوار، الرجل الأيمن لبينوال، وتعذبه ليكشف عن مكان ساني. يقوم ساني باختطاف امرأة صريحة أخرى لكن الشرطة تتعقبه. يكتشفون أن الضحية تعرضت للاغتصاب والتعذيب، لكنها على قيد الحياة، ويتمكنون من إنقاذها.
ساني، متنكراً في هيئة باجرانج، يحصل على دعم من شيڤاني. قبل أن يتمكن من خنقها، أوقفته شيڤاني، بعد أن أدركت أن باجرانج هو ساني. يتقاتل الاثنان لكن ساني تهرب. عثرت الشرطة على مقطع فيديو لساني التقطه أحد المارة، ونشرته شيڤاني على نطاق واسع عبر وسائل التواصل الاجتماعي. ساني يخطف حفيدة بانديتجي بريانكا ويهدد بقتلها ما لم تعتذر له شيفاني. تمكنت شيڤاني والشرطة من إنقاذ الفتاة. يصلح شيخاوات سلوكه ويوافق على مساعدة شيڤاني. تكتشف شيڤاني أن هدف ساني التالي هو السياسية سوناندا. في تلك الليلة، وفي خضم احتفالات ديوالي، تبحث شيڤاني وفريقها عنه. تكتشفه في منزل زوجين محليين، بعد أن أخذ ابنتهما وسوناندا كرهائن. شيڤاني فقدت الوعي وتم تقييدها.
عندما تستيقظ، تجد ساني يخنق سوناندا؛ ولإلهائه، تتحدث شيڤاني عن والدته وماضيه، والذي علمته من والد ساني، المسجون في ميروت. عندما كان طفلاً، حاول والد ساني قتل والدته، التي كانت امرأة صريحة. من شدة الخوف، حاولت والدة ساني الاختباء خلف الشرفة، لكن ساني أخبر والده بمكان اختبائها؛ فقام والده بقتلها. لقد تسبب شعور ساني بالذنب والصدمة الناجمة عن وفاة والدته في جعله غير متوازن ويوجه غضبه نحو نساء أخريات واثقات من نفسهن.
تشير شيڤاني إلى سوناندا والرهينة الأخرى لإلقاء الدلاء القريبة من الطلاء على ساني، لأنه يعاني من الربو. ثم تكتسب اليد العليا، وتضرب ساني بحزامه الخاص. تركله خارجًا وتستمر في ضربه بينما يتجمع الجيران لمشاهدته.

## طاقم التمثيل
- راني موخرجي في دور شيڤاني شيڤاجي روي
- فيشال جيثوا في دور شيف "صني" براساد ياداف / باجرانج تشايوالا
- جيسو سينجويتا بدور الدكتور فيكرام بوز روي، زوج شيفاني
- شروتي بابنا في دور المفتش بهارتي أنجاري
- فيكرام سينغ تشوهان في دور المفتش أنوب سينغال
- صني هندوجا في دور فيبلاف بينيوال
- راجيش شارما في دور أميت شارما
- براسانا كيتكار بدور جوفيند ميشرا "بانديتجي"، سياسي ورئيس صني
- سوميت نيهاوان في دور بريج شيخاوات
- ديبيكا أمين في دور الدكتور هارني كابور
- فيرتي فاغاني في دور بريانكا، حفيدة بانديتجي
- أفنيت كور في دور ميرا، ابنة أخت شيفاني
- أنوراغ شارما بدور الصحفي كمال برايهار، زوج أبها
- باريفا براناتي في دور أبها باريهار، زوجة كمال
- جاريما جين كمراسلة أخبار
- تيجاسفي سينغ أهلاوات في دور لاتيكا أغاروال
- براتيكش راجبات في دور مونتي، صديق لاتيكا
- ريشا مينا في دور سوناندا تشودري
- أنشال ساهو في دور ابنة بريج

## روابط خارجية
- مارداني 2 على موقع IMDb (الإنجليزية)
- مارداني 2 على موقع روتن توميتوز (الإنجليزية)
- مارداني 2 على موقع قاعدة بيانات الفيلم (الإنجليزية)
- مارداني 2 على موقع ليتربوكسد (الإنجليزية)
- مارداني 2 على موقع كينوبويسك (الروسية)